# 金荷娜
金 荷娜（キム・ハナ、ハングル表記：김하나、1989年12月27日 - ）は、大韓民国のバドミントン選手。済州特別自治道で生まれた。右利き。身長172センチメートル。金ハナとも表記される。
鄭徑恩（鄭景銀、チョン・ギョンウン）と組んだ女子ダブルスでインド・オープン（BWFスーパーシリーズ）などの国際大会で2011年から2013年にかけて優勝し、高成炫（コ・ソンヒョン）と組んだ混合ダブルスでは2016年9月にBWF世界ランキングの1位になった。

## 経歴
小学生のときからバドミントンを始め、済州道バドミントン協会副会長であるキム·ボギュの指導を高校まで受け、2009年末韓国体育大学校2年生のときに韓国代表に選ばれた。大韓民国全国体育大会ではバドミントン女子の大学の部で出場し、2008年に団体戦で銀メダル、2010年に団体戦と女子ダブルスで金メダル、2011年に団体戦で銀メダル、女子ダブルスで金メダルを獲得した。
2012年1月にサムスン電機バドミントン団所属選手になった。その前から鄭徑恩（鄭景銀）と組んだ女子ダブルスで2011年マカオ・オープン（グランプリゴールド）の女子ダブルスで優勝し、2012年ドイツ・オープン（グランプリゴールド）の女子ダブルスで銀メダル、インド・オープン（BWFスーパーシリーズ）の女子ダブルスで優勝した。
2012年ロンドンオリンピックにバドミントン競技韓国代表として出場したが、女子ダブルスで決勝トーナメントの組合せを有利にするために1次リーグで無気力プレーをしたとされた3か国4ペア8選手の1人として失格となった。
その後引き続き鄭徑恩と組んだ女子ダブルスで2013年にドイツ・オープン（グランプリゴールド）とスイス・オープン（グランプリゴールド）と台湾オープン（グランプリゴールド）で優勝した。

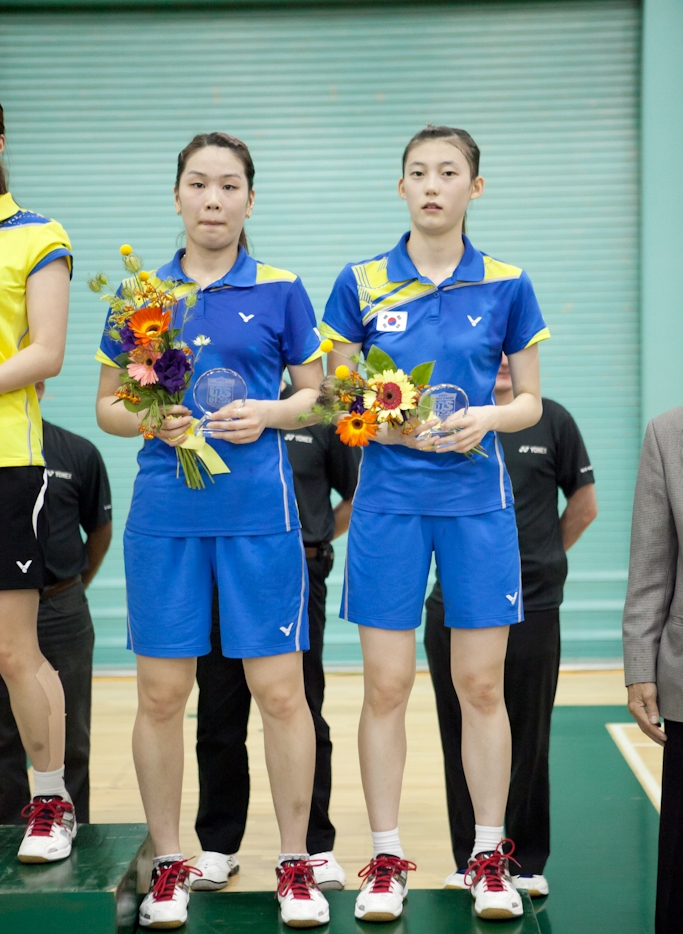
鄭徑恩（鄭景銀）と金荷娜（右）2011年

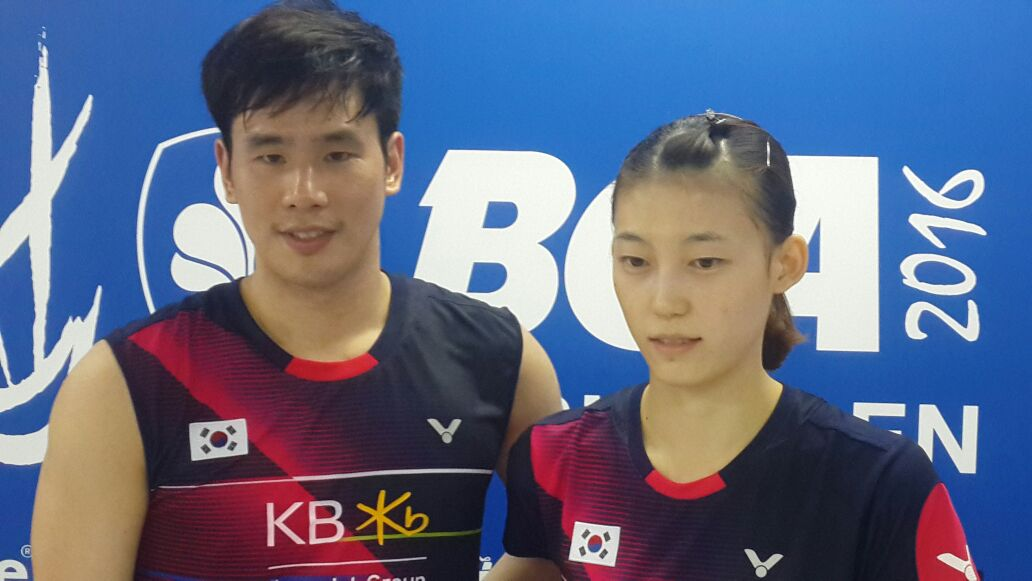
高成炫と金荷娜（2016年）

高成炫と組んだ混合ダブルスでは、一度も二人で練習せずに出場した2013年のアジアバドミントン選手権大会で優勝したのを始め、2016年には4月にシンガポール・オープン（BWFスーパーシリーズ）で優勝し、2016年9月にBWF世界ランキング混合ダブルスの1位になった。
2017年に混合ダブルスのパートナーを高成炫から徐承宰（ソ・スンジェ）にかえ、初めて出場した台湾オープン（グランプリゴールド）で優勝した。
2018年7月に韓国代表から引退した。
2020年3月にサムスン電機バドミントン団がサムスン生命バドミントン団に移管され、サムスン生命バドミントン団所属選手になった。

## 主な戦績
- 2011年 マカオ・オープン グランプリゴールド 女子ダブルス金メダル[3]
- 2012年 ドイツ・オープン グランプリゴールド 女子ダブルス銀メダル[3]
- 2012年 インド・オープン スーパーシリーズ 女子ダブルス優勝[3]
- 2012年 ロンドンオリンピック バドミントン女子ダブルス1次リーグで失格[6]
- 2013年 ドイツ・オープン グランプリゴールド 女子ダブルス優勝[3][8]
- 2013年 スイス・オープン グランプリゴールド 女子ダブルス優勝[3][8]
- 2013年 アジアバドミントン選手権大会 混合ダブルス優勝[3][8]
- 2013年 2013年世界バドミントン選手権大会 女子ダブルス準々決勝敗退（8強）[10]
- 2013年 台湾オープン グランプリゴールド 女子ダブルス金メダル[3][8]
- 2014年 2014年世界バドミントン選手権大会 女子ダブルス16強[10]
- 2014年 2014年世界バドミントン選手権大会 混合ダブルス16強[10]
- 2014年 第17回仁川アジアンゲーム バドミントン 女子団体戦銀メダル[3]
- 2015年 台湾オープン グランプリゴールド 混合ダブルス1位[3]
- 2015年 2015年世界バドミントン選手権大会 混合ダブルス準々決勝敗退（8強）[10]
- 2015年 全州ビクトリアマスターズ グランプリゴールド 混合ダブルス1位[3]
- 2015年 デンマーク・オープン スーパーシリーズプレミア 混合ダブルス1位[3]
- 2015年 フランス・オープン スーパーシリーズ 混合ダブルス1位[3]
- 2016年 ドイツ・オープン グランプリゴールド 混合ダブルス1位[3]
- 2016年 リオデジャネイロオリンピック バドミントン混合ダブルス準々決勝敗退（8強）[8]
- 2016年 インドネシア・オープン スーパーシリーズプレミア 混合ダブルス2位[3]
- 2016年 シンガポール・オープン スーパーシリーズ 混合ダブルス1位[3]
- 2016年 フランス・オープン スーパーシリーズ 混合ダブルス2位[3]
- 2017年 台湾オープン グランプリゴールド 混合ダブルス1位[3][11]